# Thecocarcelia ebenina
Thecocarcelia ebenina là một loài ruồi trong họ Tachinidae.